# جان-لوي دو رامبور
جان-لوی دي رامبور (بالفرنسية: Jean-Louis de Rambures)‏ (ولد 19 أيار/ماي 1930 في باريس، ومات في 20 أيار/ماي 2006 في فودريكور (بالفرنسية: Vaudricourt)‏ في محافظة السوم صحفي فرنسي، مؤلف، مترجم وملحق ثقافي. اسمه الكامل جان-لوي ويكومت دي بريتسل رامبور.

## حياته
كان والداه لوسي كالوغيرا، برازيلية، وزوجها بيكاردي الكونت برنار دي بريتزيل رامبورس. وإضافة إلى تعلمه لغة الأبوين، البرتغالية والفرنسية، كان باتصال مبكر مع اللغة الألمانية وآدابها، وهو ما سيترجم منها لاحقا بنجاح. بعد إكمال دراسته المدرسية في تولوز وباريس واصل دراسته الجامعية في باريس وتوبنغن وحصل على شهادة «دبلوم معهد الدراسات السياسية في باريس» وهي إحدى «الشهادات في القانون» وأيضا على «الشهادة الجامعية في اللغة الألمانية». في سنة 1958 بدأ العمل في المجلة الشهرية رئاليتيس، وكتب لها مساهمات عدة حول وجوه الفنانين مثل: هربرت فون كارايان، كارلهاينز شتوكهاوزن، بما في ذلك لوجيني فيسكونتي والآخرين. منذ عام 1968 كتب للمجلة الفنية كونياسانسيس للفنون، الإكسبريس وصحيفة لوموند والتي نشرت له أكثر من 25 عاما مقالاته. كان اهتماهة متمركزا على وجه التحديد على طريقة عمل الكتاب وكيفية تطوير وإنشاء العمل الأدبي. ولهذا إتصل مع عدة كاتبات وكتاب معاصرين له ومع فئات متنوعة مثل رولان بارت، جوليان كراك، جان ماري غوستاف لو كليزيو، هيلين سيسكو، هيرتا مولر، إرنست جونغر وتوماس برنهارد وغونتر غراس وهنريش بول والعديد من الآخرين وحصل على جواب ايجابي منهم والتقوا ورحبوا به لإجراء مقابلة صحفية. ونتج من تتبعاته هذه كتابه الرئيسي («كيف يعمل الكتاب» دار نشر فلاماريون، باريس 1978) والذي يحتوي على مقابلات مع 25 من الكتاب. وقد تم ترجمة الكتاب إلى اللغة اليابانية ونشر في عام 1979 في طوكيو Tokyo (دار النشر شوكورون-شا Chuokoron-sha, Inc. Tokyo). تم عام 1975 تعيين دي رامبورس كملحق ثقافي لبلاده في بون، ومنذ 1975 عمل في القسم الثقافي لوزارة الخارجية الفرنسية. وبين عامي 1987 إلى 1995 شغل منصب مدير المعهد الفرنسي في ساربروكن وثم في فرانكفورت\ماين. وعمل في مجال الترجمة وترجم لباول نيكسون إلى اللغة الفرنسية وعرفه للجمهور الفرنسي.

### الجوائز والتقديرات
تم إعطاء جان-لویس دي رامبورس لقب شوفالييه الفنون والأدب وحصل على صليب الاستحقاق الإتحادي الدرجة الأولي لجمهورية ألمانيا الإتحادية.

#### أعماله
«كيف يعمل الكتاب» "Comment travaillent les écrivains" (فلاميون Flammarion، باريس 1978)

##### الوصلات الخارجية
- المؤلفات التي ترجمت من ب. نيكسون